# Andrewsianthus bilobus
Andrewsianthus bilobus là một loài rêu tản trong họ Jungermanniaceae. Loài này được (Mitt.) Grolle miêu tả khoa học lần đầu tiên năm 1963.